# شرد ياباني
الشرد الياباني نوع نباتي ينتمي إلى جنس الشرد من الفصيلة القضبانية.

## البيئة والانتشار
موطنه اليابان.